# Donald Dennis
Donald "Bassie" Dennis – jamajski gitarzysta basowy, znany przede wszystkim jako członek riddim bandu The Fire House Crew; często angażowany również jako solowy muzyk sesyjny. 
Wziął udział w nagraniach na kilkaset różnych albumów, w przeważającej większości z gatunku reggae i dancehall.